# Kirschnaumen
Kirschnaumen (fràncic lorenès Naumen) és un municipi francès situat al departament del Mosel·la i a la regió del Gran Est. L'any 2007 tenia 459 habitants.

## Demografia

### Població
El 2007 la població de fet de Kirschnaumen era de 459 persones. Hi havia 176 famílies, de les quals 36 eren unipersonals (8 homes vivint sols i 28 dones vivint soles), 56 parelles sense fills, 72 parelles amb fills i 12 famílies monoparentals amb fills.
La població ha evolucionat segons el següent gràfic:
Habitants censats

### Habitatges
El 2007 hi havia 192 habitatges, 179 eren l'habitatge principal de la família, 3 eren segones residències i 9 estaven desocupats. 167 eren cases i 25 eren apartaments. Dels 179 habitatges principals, 153 estaven ocupats pels seus propietaris, 21 estaven llogats i ocupats pels llogaters i 5 estaven cedits a títol gratuït; 5 tenien dues cambres, 9 en tenien tres, 22 en tenien quatre i 143 en tenien cinc o més. 158 habitatges disposaven pel capbaix d'una plaça de pàrquing. A 72 habitatges hi havia un automòbil i a 93 n'hi havia dos o més.

### Piràmide de població
La piràmide de població per edats i sexe el 2009 era:
| Homes | Edats   | Dones |
| ----- | ------- | ----- |
| 0     | 95 o +  | 0     |
| 0     | 90 a 94 | 4     |
| 0     | 85 a 89 | 8     |
| 0     | 80 a 84 | 0     |
| 8     | 75 a 79 | 16    |
| 8     | 70 a 74 | 12    |
| 12    | 65 a 69 | 12    |
| 16    | 60 a 64 | 8     |
| 16    | 55 a 59 | 8     |
| 20    | 50 a 54 | 24    |
| 20    | 45 a 49 | 20    |
| 12    | 40 a 44 | 20    |
| 20    | 35 a 39 | 0     |
| 16    | 30 a 34 | 20    |
| 4     | 25 a 29 | 12    |
| 4     | 20 a 24 | 4     |
| 12    | 15 a 19 | 12    |
| 4     | 10 a 14 | 16    |
| 16    | 5 a 9   | 8     |
| 4     | 0 a 4   | 12    |

## Economia
El 2007 la població en edat de treballar era de 304 persones, 226 eren actives i 78 eren inactives. De les 226 persones actives 200 estaven ocupades (115 homes i 85 dones) i 27 estaven aturades (14 homes i 13 dones). De les 78 persones inactives 25 estaven jubilades, 18 estaven estudiant i 35 estaven classificades com a «altres inactius».

### Ingressos
El 2009 a Kirschnaumen hi havia 187 unitats fiscals que integraven 487,5 persones, la mediana anual d'ingressos fiscals per persona era de 18.509 €.

### Activitats econòmiques
Dels 15 establiments que hi havia el 2007, 1 era d'una empresa extractiva, 1 d'una empresa de fabricació d'altres productes industrials, 4 d'empreses de construcció, 1 d'una empresa de comerç i reparació d'automòbils, 1 d'una empresa de transport, 2 d'empreses d'hostatgeria i restauració, 1 d'una empresa immobiliària, 2 d'empreses de serveis i 2 d'empreses classificades com a «altres activitats de serveis».
Dels 3 establiments de servei als particulars que hi havia el 2009, 1 era una fusteria i 2 restaurants.
L'any 2000 a Kirschnaumen hi havia 24 explotacions agrícoles que ocupaven un total de 1.235 hectàrees.

## Equipaments sanitaris i escolars
El 2009 hi havia 1 escola maternal integrada dins d'un grup escolar amb les comunes properes formant una escola dispersa i 1 escola elemental integrada dins d'un grup escolar amb les comunes properes formant una escola dispersa.

## Poblacions més properes
El següent diagrama mostra les poblacions més properes.